# Varys
Varys é uma personagem fictícia  da série de livros de fantasia A Song of Ice and Fire, do autor norte-americano George R. R. Martin, e da série de televisão adaptada da literatura Game of Thrones. Introduzido no primeiro livro da saga, A Game of Thrones (1996), ele aparece nos três livros seguintes A Clash of Kings (1998), A Storm of Swords (2000) e A Dance with Dragons (2011). Um eunuco nascido escravo na Cidade livre de  Lys, em Essos, de lealdade sempre questionável e variável, ele serve como espião e manipulador para o Rei dos Sete Reinos na corte de Porto Real. Na série de televisão ele é interpretado pelo ator inglês Conleth Hill.

## Perfil
Varys, também chamado de "Aranha", é um eunuco e cortesão que serve como Mestre dos Sussurros, o chefe de uma rede de espiões a serviço do Rei dos Sete Reinos na corte real da capital do fictício continente de Westeros, Porto Real. Como Mestre dos Sussurros, ele faz parte do Pequeno Conselho e é temido tanto por nobres como por pessoas comuns. Ele conhece todas as passagens secretas do castelo real e seus espiões estão por toda parte. Um manipulador habilidoso e um mestre dos disfarces, ele comanda uma rede de informantes entre os dois continentes, Westeros e Essos. Frequentemente ele se mostra com a persona de ser nada mais que um careca mal-humorado, humilde, obsequioso, adulador e um pouco afeminado. Porém, esta é uma simples fachada que criou e que leva muitos que não o conhecem bem a subestimá-lo como sendo apenas um adulador alegre e vazio. Na realidade, ele é um manipulador astuto e implacável da política da corte, a par com o Mestre da Moeda Petyr "Mindinho" Baelish, com quem ele frequentemente se desentende. Ao contrário de Baelish, porém, Varys insiste que seus objetivos são conseguir o que ele sinceramente sente ser melhor para o reino.

## Biografia

### Série literária

#### Antecedentes
Ele nasceu escravo na Cidade Livre de Lys, em Essos, e se juntou a uma trupe de atores. Quando a trupe se exibiu em  Myr, um feiticeiro comprou o jovem Varys do líder dele; o feiticeiro o drogou antes de remover seus genitais e queimou-os em um braseiro, em um ritual de magia do sangue, depois jogando Varys pela porta para viver nas ruas. Para sobreviver, ele passou a esmolar, roubar e se prostituir mas logo ficou conhecido em Myr e fugiu para  Pentos.:Cap. 5 Lá ele se tornou amigo de um mercenário pobre,  Illyrio Mopatis, e juntos passaram a roubar coisas valiosas de outros ladrões, devolvendo-as aos donos em troca de uma gorjeta. Num determinado momento ele compreendeu que poderia ganhar mais roubando segredos do que objetos e treinou seus espiões, crianças órfãs, para conseguir informações sobre os ricos e poderosos.:Cap. 5 Tyrion II Ele e Illyrio ficaram ricos e sua reputação chegou aos ouvidos do rei de Westeros, Aerys II Targaryen, que o nomeou como seu Mestre dos Sussurros. Jaime Lannister dizia que Aeris via traidores em todos os lugares e que Varys era rápido em apontar algum que faltasse. Aparentemente, quando Rhaegar Targaryen, o herdeiro do rei, quis usar um torneio em Harrenhal para uma reunião do Grande Conselho para discutir a instabilidade mental de seu pai, possivelmente para destroná-lo, Varys avisou o rei, o que fez o pai comparecer ao torneio, impedindo a formação do Conselho. Algum tempo antes do saque de Porto Real, Varys trocou o bebê recém-nascido de Rhaegar, Aeron, por outro bebê de classe baixa, e o enviou para Essos para ser criado por Jon Connington, um amigo de Rhaegar exilado pelo "Rei Louco" Aerys por ter falhado em derrotar Robert Baratheon. Depois que este derruba a dinastia Targaryen e sobe ao trono, Varys continua sendo seu Mestre dos Sussurros, mas secretamente continua leal à Casa Targaryen.:Cap.36- Davos IV

#### A Game of Thrones
Logo após a chegada de Ned Stark a Porto Real, Varys o avisa que a mulher do rei Robert Baratheon, Cersei Lannister, pretende matá-lo e oferece sua ajuda para investigar os Lannisters. Ele depois se encontra secretamente com Illyrio Mopatis para discutir como impedir uma guerra entre as Casas Lannister e Stark até o momento certo; a conversa é escutada por Arya Stark, mas ela não consegue identificar os homens. Quando Robert é morto, Varys continua como chefe de espiões e Mestre dos Sussurros para seu filho entronado, o novo rei Joffrey Baratheon e sugere a ele que Ser Barristan Selmy deve ser culpado pela morte, por negligência. Selmy é removido do cargo de chefe da Guarda Real e acaba desertando dos Lannister e se junta a Daenerys Targaryen, exilada em Essos, o que pode ter sido o plano de Varys todo o tempo. Depois que Ned Stark é preso pelo novo rei, Varys o visita na prisão e o convencer a se declarar culpado de traição e se juntar à Patrulha da Noite, na Muralha, para salvar sua vida e de sua filha Sansa e evitar uma guerra entre as duas casas nobres. Ned leva o plano adiante e confessa traição mas mesmo assim Joffrey manda executá-lo. Varys também arranja para que o filho bastardo de Robert, Gendry, se junte à Patrulha da Noite para não ser morto por Cersei.

#### A Clash of Kings
Varys é o primeiro a saber que Tyrion Lannister trouxe sua amante  Shae com ele para Porto Real e lhe conta sobre uma rota secreta no castelo que ele pode usar para encontrá-la. Ele forma uma improvável aliança com Tyrion para dividir informação trazida por sua rede de espiões.

#### A Storm of Swords
Varys continua a facilitar os encontros amorosos secretos entre Tyrion e Shae, mas testemunha contra o anão quando ele é julgado pelo assassinato de Joffrey, assim como Shae, que também o traiu. Quando Tyrion é condenado à morte, Jaime Lannister o força a ajudar o irmão a escapar. Quando ele e Tyrion estão fugindo pelas passagens secretas da Fortaleza Vermelha, o anão decide procurar seu pai, Tywin Lannister, que presidiu seu julgamento, em seus aposentos. Varys protesta mas lhe mostra a direção do quarto de Tywin. É como se para ele fosse politicamente interessante ver o patriarca dos Lannister morto, enfraquecendo-os perante a Casa Targaryen.

#### A Feast for Crows
Após ajudar Tyrion a escapar, Varys desaparece; um carcereiro da Fortaleza Vermelha, Rugen, desaparece ao mesmo tempo e uma moeda dos Tyrell é achada em suas câmaras. Isto cimenta a desconfiança de Cersei sobre os Tyrell, sem ela saber que Rugen era apenas um dos muitos disfarces de Varys.

#### A Dance with Dragons
Vary se esgueira pela Fortaleza Vermelha para matar o Grande Meistre Pycelle. Ele também atrai o Lorde Regente  Kevan Lannister para as câmaras de Pycelle e o fere moralmente. Enquanto Kevan está morrendo, ele lhe diz que sua morte é necessária para desestabilizar os Sete Reinos em preparação para a invasão de Aegon Targaryen a Westeros, antes de mandar seu "pequenos pássaros" - as crianças que usa como espiões e ladrões - entrarem nos aposentos e acabarem de matar Kevan.

### Série de televisão

#### 1ª e 2ª temporadas (2011-12)
Nas duas primeiras temporadas de Game of Thrones, a história de Varys é idêntica à mostrada nos livros.

#### 3ª temporada (2013)
Depois de Ros, a confidente de "Mindinho", ser castigada pelos guardas de Joffrey e ele não intervir, Varys a coloca a seu serviço como espiã; "Mindinho" descobre e manda matá-la, provocando Varys por não conseguir protegê-la. Varys defende seu curso como um meio para evitar que o caos aconteça no reino, alegando que "Mindinho" "veria os Sete Reinos arder, se ele pudesse ser rei sobre as cinzas".

#### 4ª temporada (2014)
Varis diz a Tyrion que Cersei descobriu seu relacionamento com Shae. Apesar de dizer que não mentiria para ele, ele implora a Tyrion para que mande a mulher embora para a própria segurança dela. No julgamento de Tyrion, acusado de envenenar o rei Joffrey, Varys testemunha contra ele, mas quando o anão é condenado, ele ajuda Jaime Lannister a libertar o irmão e o retira da fortaleza levando-o até o porto para embarcá-lo para Essos. Quando se prepara para voltar para à Fortaleza Vermelha, ele ouve os sinos tocando, anunciando que a fuga de Tyrion foi descoberta (junto com o assassinato de Tywin Lannister, cometido pelo próprio Tyrion) e resolve fugir também no barco, acompanhando Tyrion a Essos.

#### 5ª temporada (2015)
Varys e Tyrion chegam a  Pentos, onde ele revela ao anão sua aliança com a Casa Targaryen e convence Tyrion a viajar com ele para Meereen e ajudar Daenerys Targaryen a retomar o Trono de Ferro. Em Volantis, Tyrion é raptado pelo ex-conselheiro e auxiliar de Daenerys, Jorah Mormont. Varys viaja para  Meereen e quando chega descobre que Tyrion tem o controle da cidade na ausência de Daenerys. Ele oferece a Tyrion usar sua rede de espiões para manter a ordem na cidade.

#### 6ª temporada (2016)
Varys descobre que a insurgência dos Filhos da Harpia em Meereen é financiada pelos mercadores de escravos de Astapor e Yunkai e arranja um encontro entre Tyrion e os representantes destas cidades. Os escravocratas aceitam um tratado de paz proposto por Tyrion e Meereen começa a prosperar. Varys deixa a cidade dizendo a Tyrion que vai procurar mais aliados para Daenerys. Seu destino final é  Dorne, onde Ellaria Sand matou o príncipe  Doran Martell irada por sua passividade com os Lannister e tomou o poder. Lá ele se encontra com Ellaria e Olenna Tyrell, que também procura vingança contra Cersei já que suas maquinações causaram a morte de todos os outros Tyrell, e formam uma aliança. Varys retorna a Meereen com navios de guerra de Dorne e da Campina e parte para Westeros com Daenerys e seu exército.

#### 7ª temporada (2017)
Varys desembarca na Pedra do Dragão, em Westeros, com Daenerys, Tyrion e todo o exército Targaryen. Durante a discussão dos planos para o ataque aos Lannister, na sala do Conselho de Guerra de Pedra do Dragão, Daenerys agradece a Varys por sua ajuda trazendo Ellaria, as Serpentes de Areia e Olenna Tyrell para seu lado mas questiona sua lealdade, já que Varys tem a reputação de se aliar a quem está no poder, abandonando quem o perde ou está em perigo de perdê-lo. Ele promete fidelidade à rainha mas Daenerys lhe diz que se for traída o queimará vivo. Quando Jon Snow chega à fortaleza, Varys, numa conversa num penhasco, questiona a sacerdotisa Melisandre, que também está na fortaleza, do por quê ela se esconde de Snow já que foi ela que sugeriu a Daenerys que o convidasse a vir à Pedra do Dragão. Melisandre diz que cometeu muitos erros antes e que ela e Jon não se separaram de uma boa maneira da última vez que estiveram juntos. Olhando para o mar, ele vê um solitário navio dos Greyjoy navegando para o porto. Quando Jon está numa audiência com Daenerys, Varys interrompe a conversa e diz que a frota dos Greyjoy foi destruída e seus aliados estão presos ou mortos. Depois do retorno de Tyrion do campo de batalha onde Daenerys, seu dragão  Drogon e seus exércitos  Dothraki aniquilaram as forças de Jaime Lannister, os dois conversam sobre os últimos atos da rainha Targaryen e Varys diz a Tyrion que só ele pode aconselhá-la para que ela não se transforme no pai. Ele também recebe uma mensagem trazida por corvos para Jon Snow, que não são boas notícias.

#### 8ª temporada (2019)
Vindo com o grupo e os exércitos de Daenerys de Pedra do Dragão para Winterfell, onde todos aguardam à espera do ataque dos mortos-vivos, Varys se abriga nas criptas da fortaleza junto com Tyrion, Sansa Stark, Missandei, Gilly, mulheres, crianças e idosos, quando a batalha começa. Quando as criaturas ressuscitadas das criptas começam a atacar todos no esconderijo e eles parecem todos destinados a morrer, em outro lugar de Winterfell, o Bosque Sagrado, o Rei da Noite é morto por Arya Stark e todos os mortos-vivos se transformam em pó, fazendo com que Varys e a maioria dos demais ali sobrevivam ao massacre. Como conselheiro de Daenerys, ele acompanha a rainha e seus exércitos para o sul. Em Pedra do Dragão, depois dos navios da frota Targaryen serem quase todos destruídos numa emboscada por Euron Greyjoy e Missandei capturada, ele aconselha Daenerys a não agir com ódio, em benefício dos milhares de habitantes inocentes de Porto Real que morreriam se ela queimasse tudo por ódio de Cersei. Num dos salões da fortaleza, ele e Tyrion discutem sobre a capacidade de Daenerys reinar com justiça e a comparam a Jon Snow e ao que seria um reinado dele.  Como parte da delegação que vai a Porto Real exigir a rendição de Cersei para evitar um derramamento de sangue, ele vê Gregor Clegane decapitar a prisioneira  Missandei no alto das muralhas da cidade. De volta à Pedra do Dragão, ele está em seus aposentos escrevendo uma mensagem onde fala que Jon Snow é o verdadeiro herdeiro do Trono de Ferro, quando é interrompido por uma de suas pequenas informantes que lhe diz que está sendo vigiada pelos guardas de Daenerys. Quando Jon chega à fortaleza, ele o recebe na praia, confirma que sabe quem é ele é realmente e tenta lhe incutir a ideia de que ele seria um rei melhor que a rainha Targaryen, para insatisfação de Snow. Sua conversas de traição chegam aos ouvidos de Daenerys por Tyrion e ele é retirado de seus aposentos e levado à uma praia pelos Imaculados. Sabendo de seu destino, diz que espera estar errado e que todos eles estejam certos para o bem geral. Condenado à morte pela rainha é então queimado vivo pelo jato de fogo de Drogon.

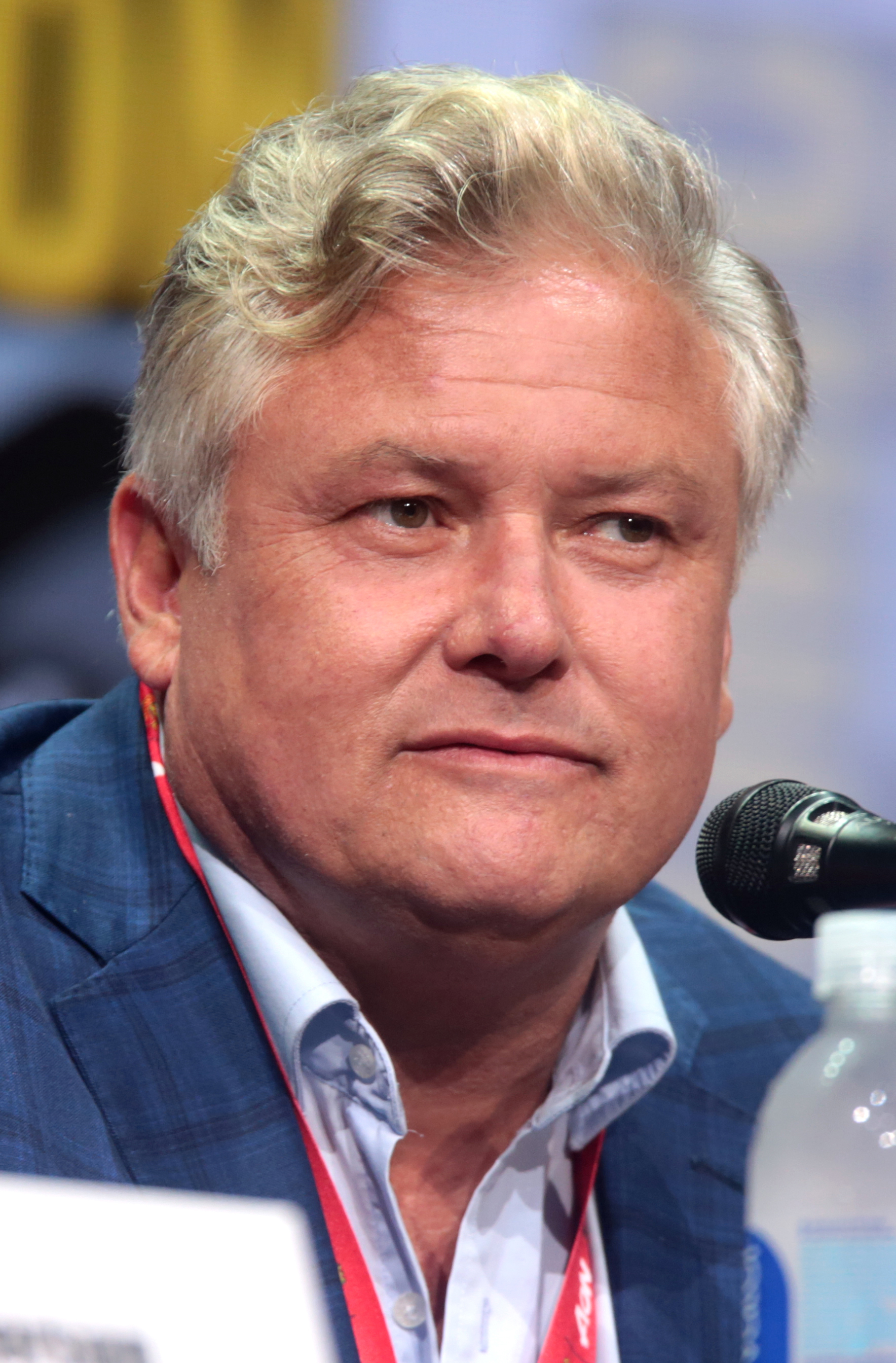
Conleth Hill é Varys na série de tv.

## Ator
Varys é interpretado na série de televisão pelo premiado ator inglês Conleth Hill. Com uma carreira mais voltada para o teatro, ele já conquistou o Laurence Olivier Award de melhor ator, o maior prêmio do teatro britânico, e foi indicado para o Tony Award, o maior prêmio do teatro norte-americano. Sobre ele, quando foi escalado para o papel, disse George R. R. Martin: "Hill, assim como Varys, é como um camaleão; um ator que desaparece dentro dos personagens que interpreta, mais do que capaz do que trazer o viscoso eunuco à vida".
Com o elenco de Game of Thrones, Hill ganhou o Empire Hero Award de 2015 e foi indicado quatro vezes para o Screen Actors Guide Award de melhor elenco em série dramática entre 2011 e 2017.